# نتوپیتانت
نتوپیتانت (انگلیسی: Netupitant) یک داروی ضد استفراغ است. در ایالات متحده، ترکیبات نتوپیتانت/پالونوسترون و پیش داروی فسنتوپیتانت/پالونوسترون (هر دو با نام تجاری Akynzeo) برای پیشگیری از تهوع و استفراغ شدید ناشی از شیمی‌درمانی، از جمله تهوع و استفراغ شدید ناشی از شیمی‌درمانی، در ایالات متحده تأیید شده است، مانند سیس پلاتین.
عوارض جانبی ترکیب نتوپیتانت/ پالونوسترون مشابه پالونوسترون به تنهایی است، به طوری که هیچ عارضه جانبی رایجی را نمی توان به نتوپیتانت نسبت داد.

## تداخلات
انتظار می رود سطح پلاسمای خون نتوپیتانت در صورت ترکیب با مهارکننده های آنزیم کبدی CYP3A4 افزایش یابد و در صورت ترکیب با القاء کننده های این آنزیم کاهش یابد.
نتوپیتانت که خود یک مهارکننده CYP3A4 است، همچنین می‌تواند سطوح پلاسمایی داروها را که توسط CYP3A4 متابولیزه می‌شوند، افزایش دهد. این اثر با دگزامتازون، داروهای ضد سرطان دوستاکسل و اتوپوزید، و به میزان جزئی (از نظر بالینی قابل توجه) با لوونورژسترل، اریترومایسین و میدازولام مشاهده شده است.